# Državna himna
Držávna hímna je navadno domoljubna glasbena kompozicija, ki jo je oblast države formalno priznala kot uradno državno pesem.
V 19. in 20. stoletju je z vzponom nacionalnih držav državno himno, ki lahko v nekaterih primerih sobiva skupaj z drugimi pogosto izvajanimi domoljubnimi pesmi, določila večina držav.
Imena držav, ki več ne obstajajo ali pa niso neodvisne države, vendar imajo kljub temu državne himne, so pisana ležeče. Od drugih odvisne države so naštete le, kadar imajo svojo lastno himno, ki se razlikuje od himne matične države.